# La ola (película)
La ola (Die Welle, en alemán) es una película de drama alemana basada en el experimento de la Tercera Ola. La adaptación al cine del experimento, realizada en 2008, tuvo un éxito satisfactorio en las grandes pantallas germanas. Después de diez semanas en cartel, 2,3 millones de personas vieron la película, dirigida por Dennis Gansel.

## Sinopsis
En una semana de proyectos que tiene como objetivo enseñar los beneficios de la democracia, un profesor que debe explicar qué es una autocracia decide realizar un experimento en la clase.
En este experimento desea demostrar que la dictadura puede reaparecer en cualquier democracia.
A través de su lema: «El poder mediante la disciplina, fuerza mediante la comunidad, fuerza a través de la acción, fuerza a través del orgullo», hace hincapié en ello, de tal forma que cada día los alumnos siguieran una nueva regla. Por ejemplo, el profesor logró que todos ellos entrasen a su aula y, en menos de 30 segundos, se hubieran sentado todos ellos con actitud atenta y con la espalda bien recta, resueltos a iniciar la clase.
También logra interés por la forma extrema de inventar un saludo y a llevar una camisa blanca. La clase decidió llamarse «La Ola». A medida que pasaban los días, La Ola comenzaba a hacerse notar mediante actos de vandalismo, todo a espaldas del profesor Wenger, que acaba perdiendo el control de la situación y de esta manera perdiendo también el control de su propia vida.

## Reparto
- Jürgen Vogel como Rainer Wenger
- Frederick Lau como Tim
- Max Riemelt como Marco
- Jennifer Ulrich como Karo
- Christiane Paul como Anke Wenger
- Elyas M'Barek como Sinan
- Cristina do Rego como Lisa
- Jacob Matschenz como Dennis
- Maximilian Vollmar como Bomber
- Maximilian Mauff como Kevin

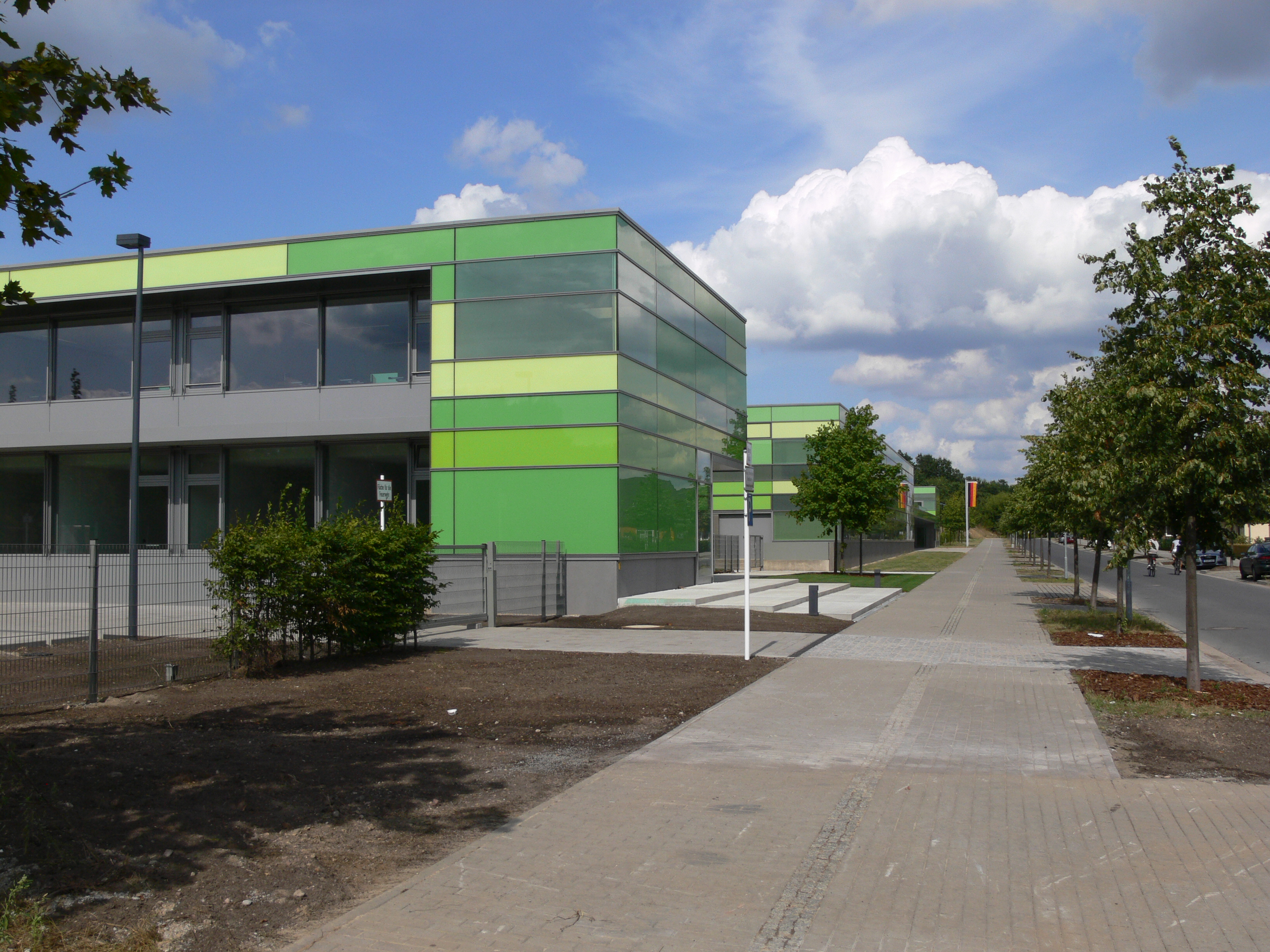
Instituto Marie Curie en Dallgow-Döberitz, donde se filmó La ola.

- Ferdinand Schmidt-Modrow como Ferdi
- Tim Oliver Schultz como Jens
- Amelie Kiefer como Mona
- Odine Johne como Maja
- Fabian Preger como Kaschi
- Teresa Harder como Madre
- Jaime Ferkic como Bobby
- Liv Lisa Fries como Laura
- Dennis Gansel como Martin
- Johanna Gastdorf como Madre de Tim
- Alexander Held como Padre de Tim
- Darvin Schmidt como Leon

## Contexto
La película está basada en la novela La ola, de Todd Strasser (1981), inspirada a su vez en el experimento de la Tercera Ola, realizado por el profesor Ron Jones en un instituto de Palo Alto (California, Estados Unidos). Precisamente el personaje de la película, Rainer Wenger, se basa en el profesor del experimento original. Esto ocurrió en 1967.